# Великоніг танімбарський
Великоніг танімбарський (Megapodius tenimberensis) — вид куроподібних птахів родини великоногових (Megapodiidae).

## Таксономія
Птах спочатку вважався підвидом великонога австралійського (Megapodius reinwardt).

## Поширення
Ендемік Індонезії. Трапляється лише на острові Ямдена з групи Танімбарських островів. Живе вологих лісах та у чагарникових заростях.

## Опис
Тіло завдовжки 35–47 см.

## Спосіб життя
Живиться насінням, опалими плодами та наземними безхребетними. Гніздиться у великих курганах з піску, листя та інших рослинних решток, де тепло, що утворюється при розкладанні органічного матеріалу, служить для інкубації яєць .